# Tarma
Tarma – miasto w Peru leżące w regionie Junín.
Miasto położone 3053 metry nad poziomem morza zamieszkiwało według spisu z 2001 roku 60 542 mieszkańców.
Tarma, oddalona 232 km na zachód od stolicy państwa Limy, założona została 25 czerwca 1875 roku.